# 운영체제 서비스 관리
서비스를 관리하기 위한 메커니즘과 기법으로서 운영체제마다 차이가 있다. 관련된 예로는 다음과 같다:
- 서비스 제어 관리자 - 마이크로소프트 윈도우
- launchd - 애플 OS X
- systemd - 리눅스 배포판
- Upstart - 구글 크롬 OS
- Service Management Facility - 솔라리스
- Android init - 구글 안드로이드
- sysvinit - 오래된 유닉스 계열 운영체제
- cygserver - 시그윈
- runit - Void
- OpenRC - 젠투 리눅스